# Helmut Weiss
Pour les articles homonymes, voir Weiss.
Helmut Weiss, né le 25 janvier 1907 à Göttingen et mort le 13 janvier 1969 à Berlin, est un acteur et réalisateur de cinéma allemand.

## Biographie
Helmut Weiss commence sa carrière cinématographique en jouant à partir de 1935 dans des rôles comiques. Il collabore ensuite avec Heinz Rühmann et écrit, en 1942, le scénario du film Ich vertraue Dir meine Frau an, puis il devient assistant-réalisateur de Kurt Hoffmann. Il est scénariste et assistant de son film Sophienlund, sorti en 1943. Il réalise ensuite son premier succès Ce diable de garçon (Die Feuerzangenbowle) en 1944. Rühmann et Weiss poursuivent leur collaboration avec Der Engel mit dem Saitenspiel (1944), et Quax in Fahrt (1945), mais ce dernier film terminé en février 1945, ayant obtenu les autorisations nécessaires, ne put sortir en salle à cause de la fin de la guerre. 
Helmut Weiss est le premier cinéaste ouest-allemand à recevoir la permission des Alliés de tourner à nouveau à la fin de l'année 1945, avec Dis la vérité, mais ce projet n'aboutit pas. Il ne peut poursuivre sa carrière de réalisateur qu'en 1949, toujours avec Rühmann, pour le film Le Mystère du chat rouge.
Il a fait tourner de grandes actrices du cinéma allemand, comme Sonja Ziemann, Olga Tschechowa, et de grands acteurs comme Curd Jürgens ou Hans Söhnker.
Il rencontre son grand succès d'après-guerre avec le film Trois hommes dans un bateau (de), sorti en 1961, avec Hans-Joachim Kulenkampff, Walter Giller et Heinz Erhardt.
Il travaille surtout à la télévision à partir de 1963.

## Filmographie

### Réalisateur
- Ce diable de garçon (Die Feuerzangenbowle) (1944)
- Der Engel mit dem Saitenspiel (1944)
- Quax in Fahrt (1945), inachevé et présenté en 1953
- Herzkönig (1947)
- Le Mystère du chat rouge (Das Geheimnis der roten Katze) (1949)
- Tromba (1949)
- Kein Engel ist so rein (1950)
- Die gestörte Hochzeitsnacht (1950)
- Die Tat des Anderen (1951)
- Geheimnis einer Ehe (1951)
- Mein Freund, der Dieb (1951)
- Einmal am Rhein (1952)
- Liebe und Trompetenblasen (1954)
- Schloß Hubertus (1954)
- Das Schweigen im Walde (1955)
- Der erste Frühlingstag (1956)
- Küß mich noch einmal (1956)
- Les Fiancés du Wolfgangsee (Verlobung am Wolfgangsee) (1956)
- Die liebe Familie (1957)
- Lemkes sel. Witwe (1957)
- Ein Amerikaner in Salzburg (1958)
- Musique de mon cœur (Mein ganzes Herz ist voll Musik) (1959)
- Alle Tage ist kein Sonntag (1959)
- Rendezvous in Wien (1959)
- Mal drunter - mal drüber (1960)
- Vertauschtes Leben (1961)
- Trois hommes dans un bateau (de) (Drei Mann in einem Boot) (1961)
- Auf Wiedersehen am blauen Meer (1962)
- Man ist nur zweimal jung (1962)
- Sophienlund (1963), téléfilm
- Alle machen Musik (1965), série télévisée en 13 épisodes
- Die Chefin (1966), téléfilm
- Rhein-Melodie - Wein, Gesang und gute Laune (1966), téléfilm
- Donnerwetter! Donnerwetter! Bonifatius Kiesewetter (1969)
- Katzenzungen (1969)
- Die Lokomotive (1969)